# Мецнер, Франц
Франц Мецнер (нем. Franz Metzner; 18 ноября 1870[…], Вшерубы — 24 марта 1919[…], Берлин) — австрийский скульптор, длительный период времени живший и работавший в Берлине. Представитель символизма и венского сецессиона.

## Биография

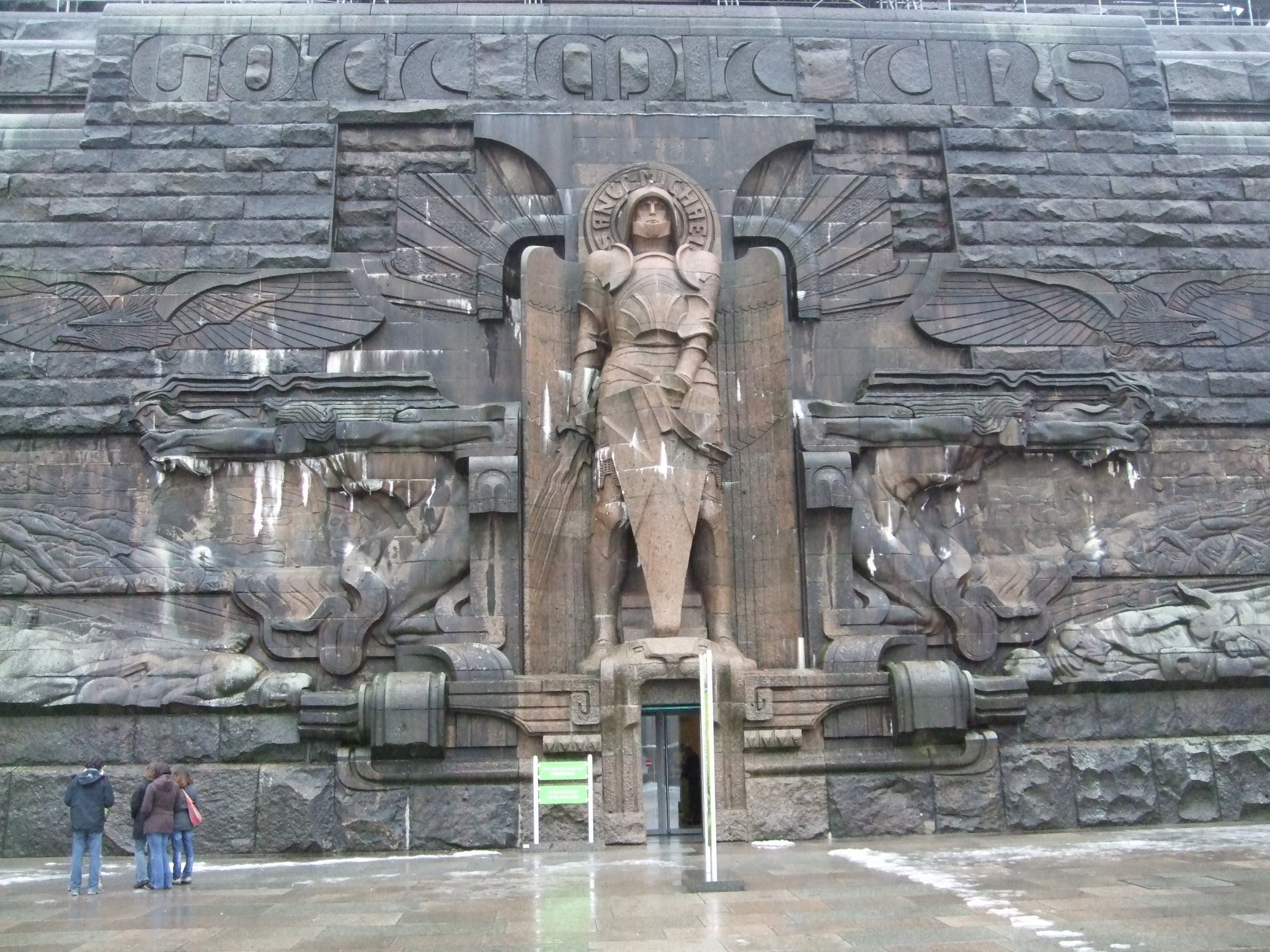
Монументальная статуя архангела Михаила над входом в Памятник битве народов (1898—1913), начатая К. Беренсом и оконченная после его смерти Францем Мецнером

Родился в Богемии. Работал каменщиком. Затем в 1890—1894 годах — в нескольких камнеобрабатывающих мастерских, в которых занимался самообразованием в области скульптуры и оформления.
Позже учился ремеслу скульптора и камнереза в Бреслау у Кристиана Беренса, продолжал стажировку с Цвиккау, Дрездене и Гамбурге. Совершил ознакомительные поездки в Париж и Италию. С 1894 по 1903 год жил в Берлине.
В 1896 году основал свою собственную студию-мастерскую в Берлине и до 1903 года работал преимущественно для Королевского фарфорового завода. В своих работах удачно сочетал символизм со стилем модерн.
В 1900 году выставил несколько своих работ и был удостоен золотой медали на Всемирной выставке в Париже (1900).

## Творчество
Франц Мецнер — скульптор широко известный в Европе своеобразным монументальным стилем. Его скульптурные работы интегрированы в центрально-европейскую архитектуру общественных зданий в стиле модерн, символизма и венского сецессиона.
Среди его работ важнейшими являются выполненные в 1904—1911 годах скульптуры четырёх обнаженных мужчин на вершине брюссельского дворца Стокле, построенного по проекту одного из самых радикальных представителей венского сецессиона, Йозефа Хоффмана.
Совместно со своим учителем Кристианом Беренсом работал над скульптурным оформлением Памятника битве народов. После смерти Беренса в 1906 году стал его преемником и завершил работу над памятником.
Бо́льшая часть работ Мецнера в Германии была утеряна в результате Второй мировой войны.

## Избранные произведения

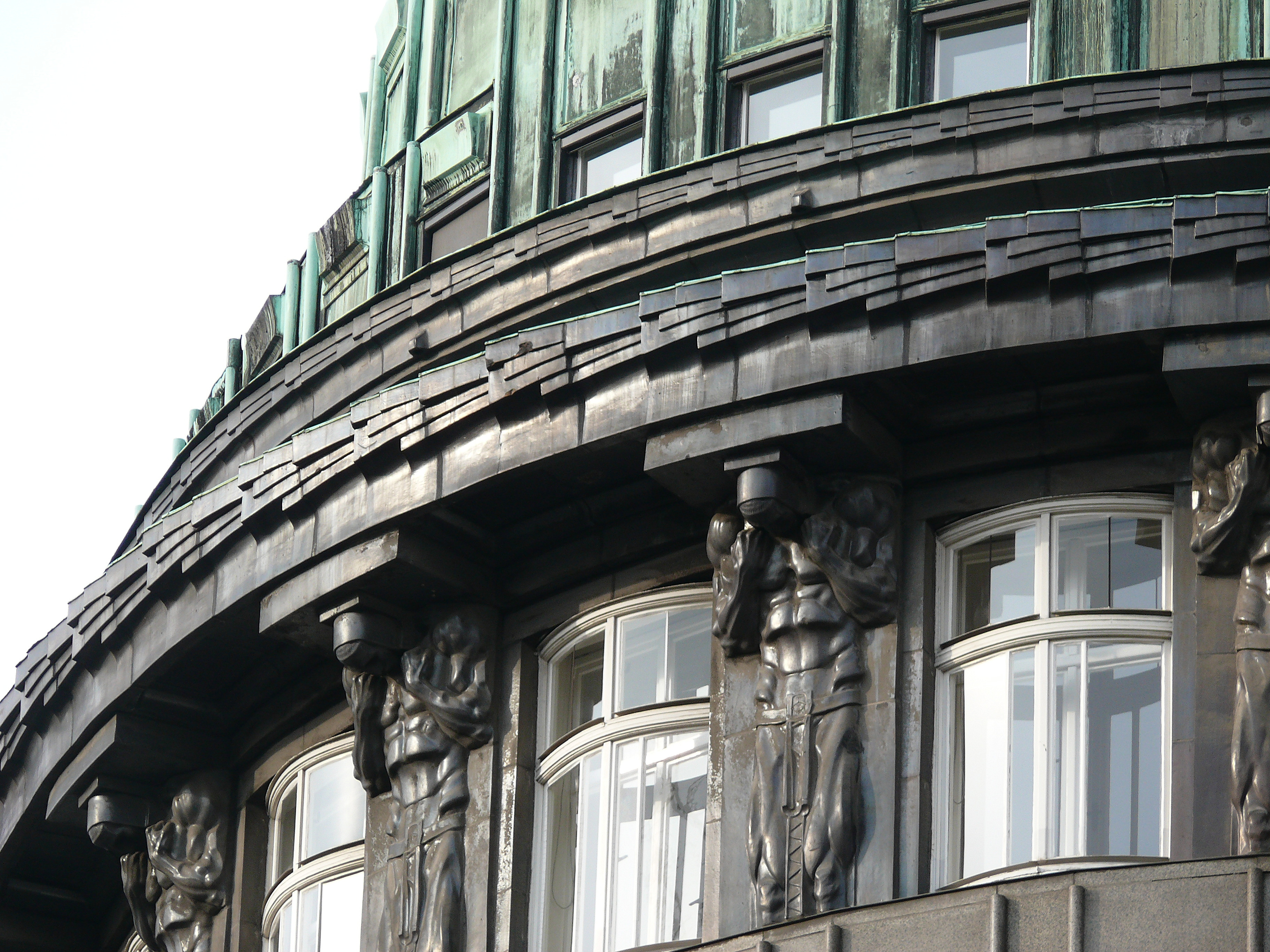
Фигуры атласов на доме Цахерля в Вене (1905),
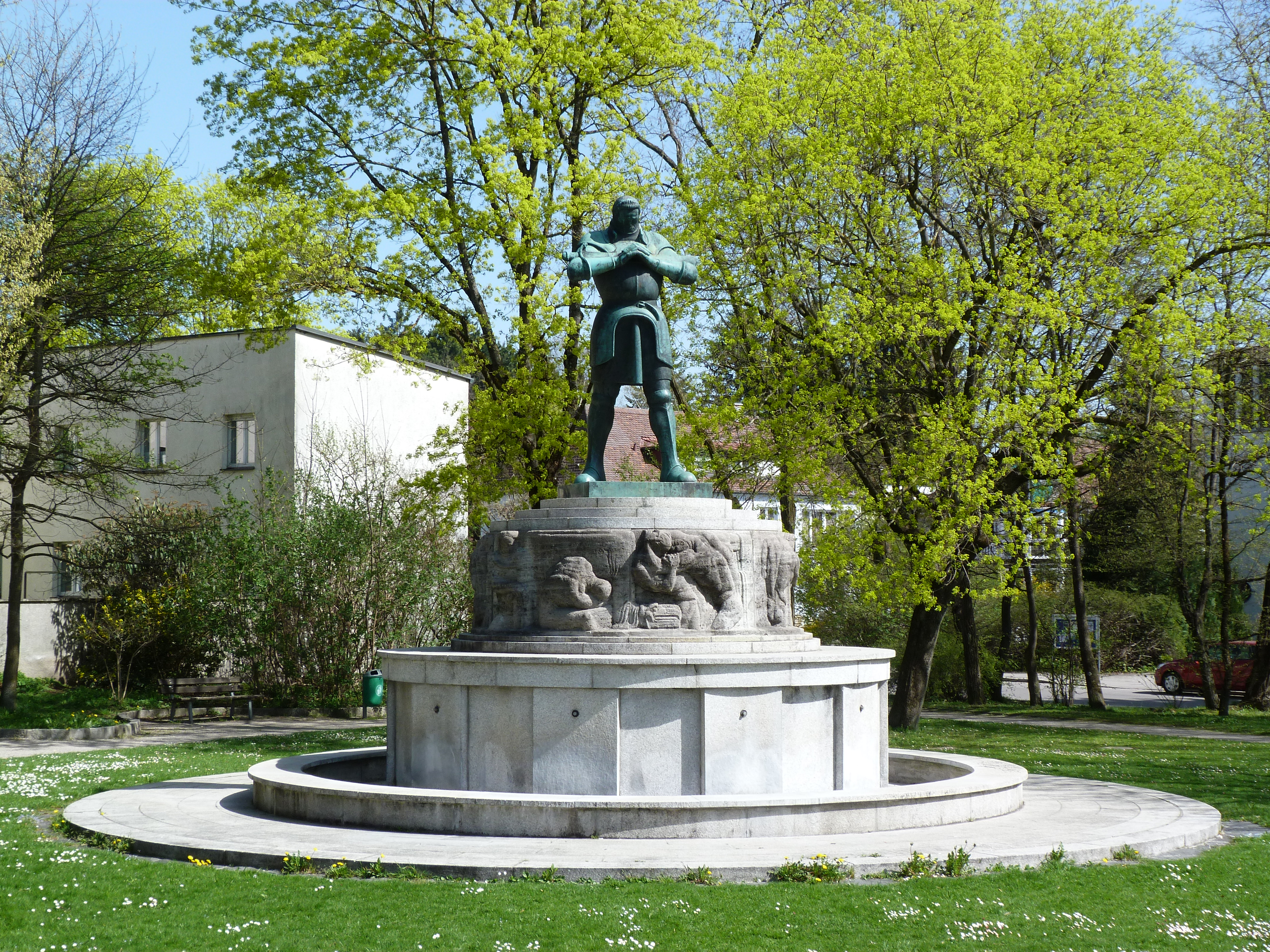
Фонтан Рюдигера, Яблонец, (Чехия).
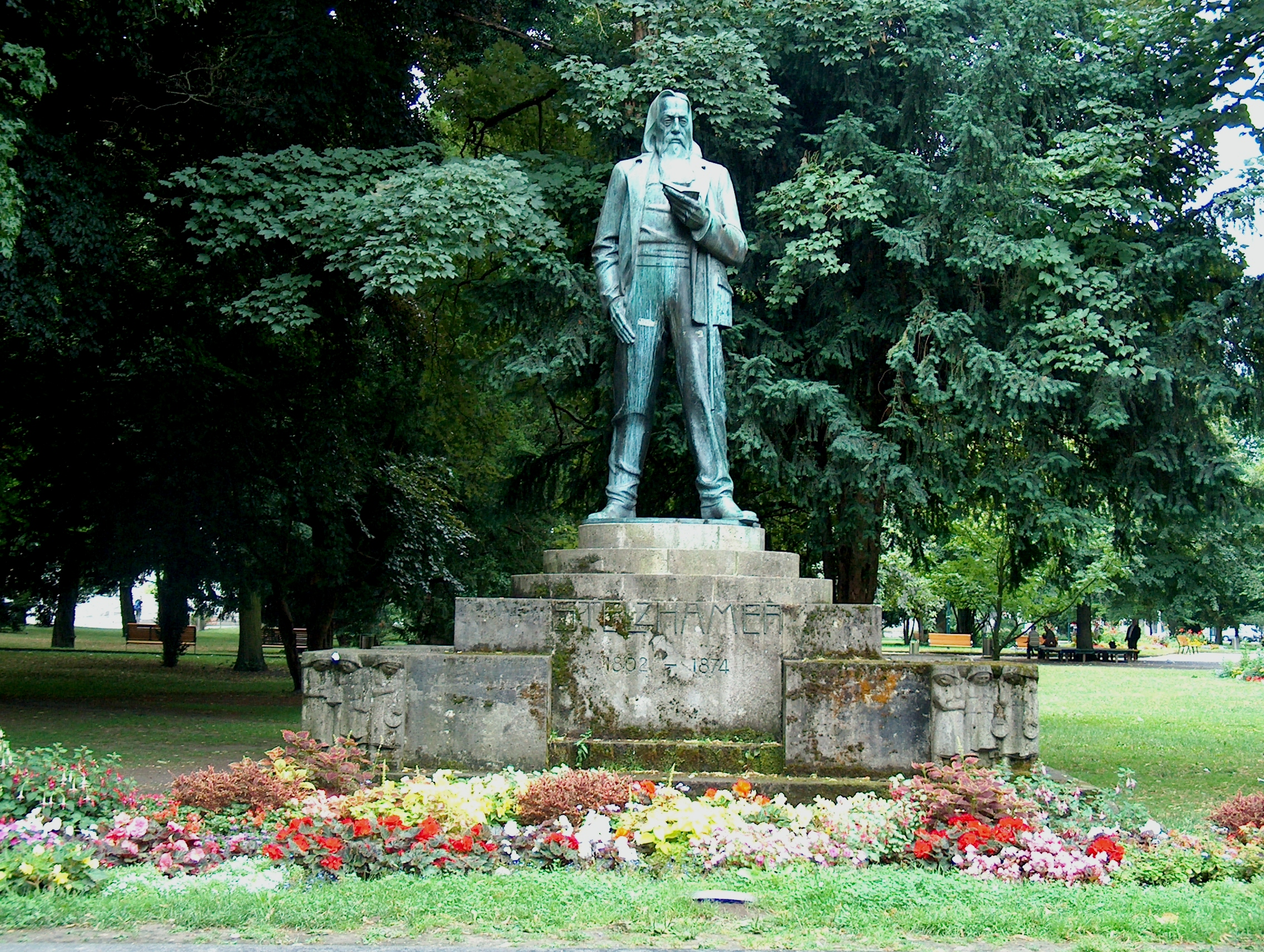
Памятник Францу Стельцхамеру (1908), Линц, (Австрия).
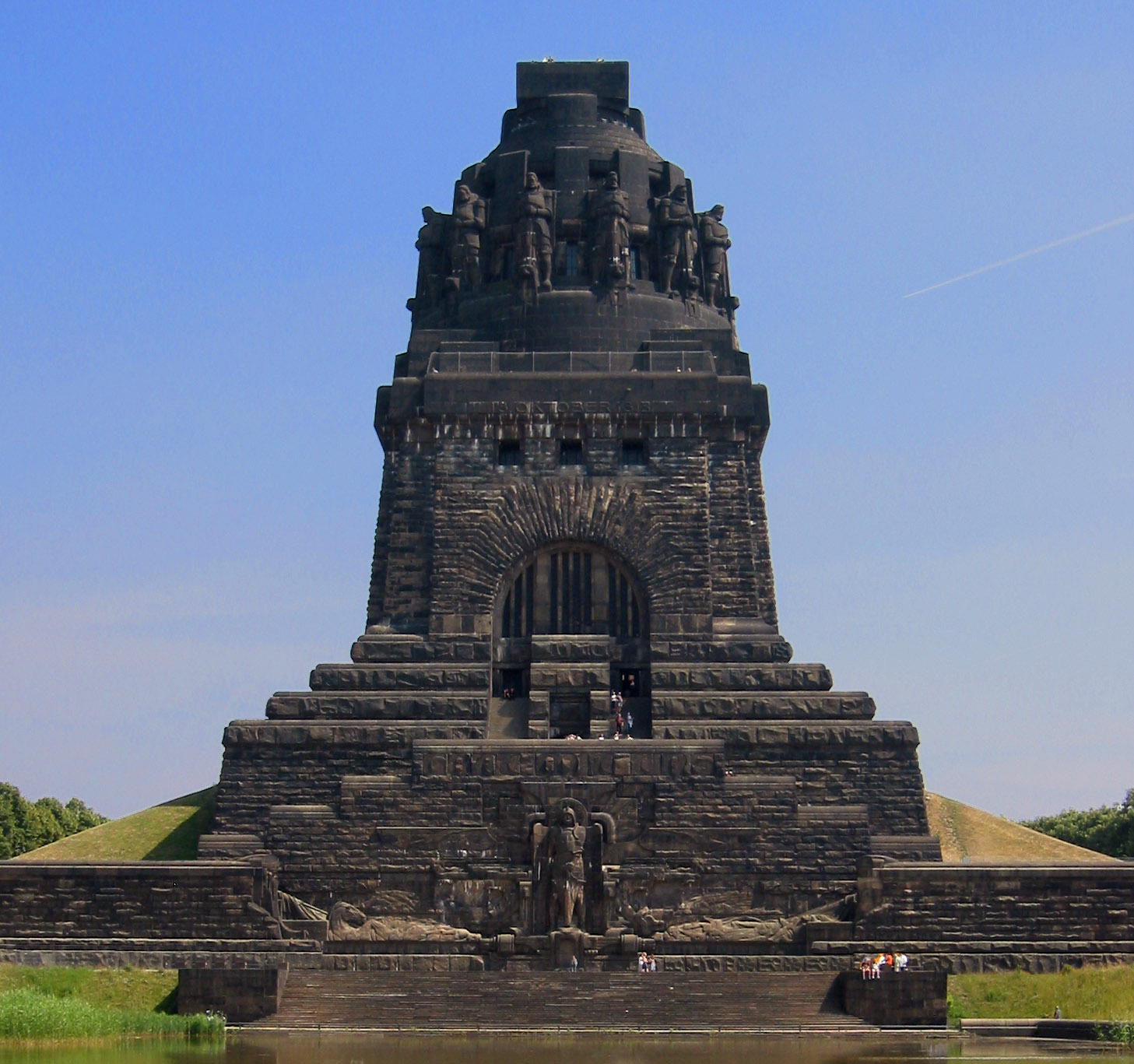
Памятник битве народов (1898-1913), Лейпциг, (Германия).
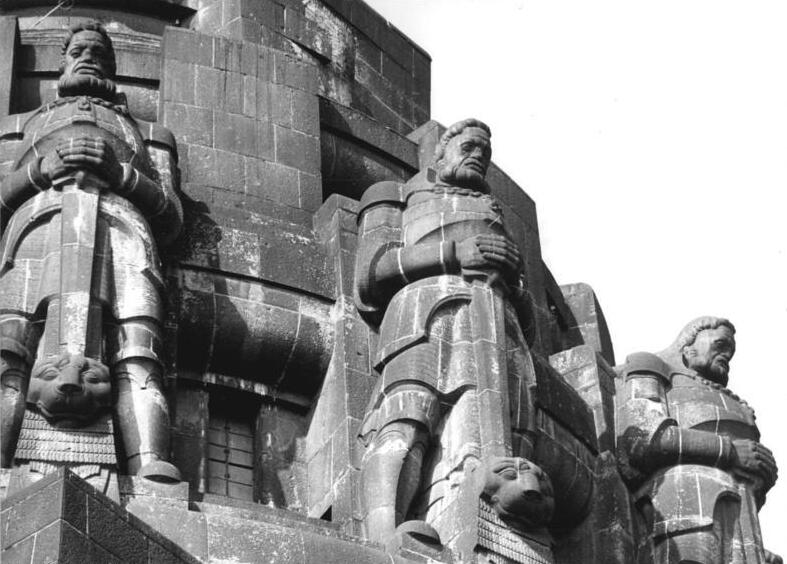
Скульптуры стражников на Памятнике битве народов.
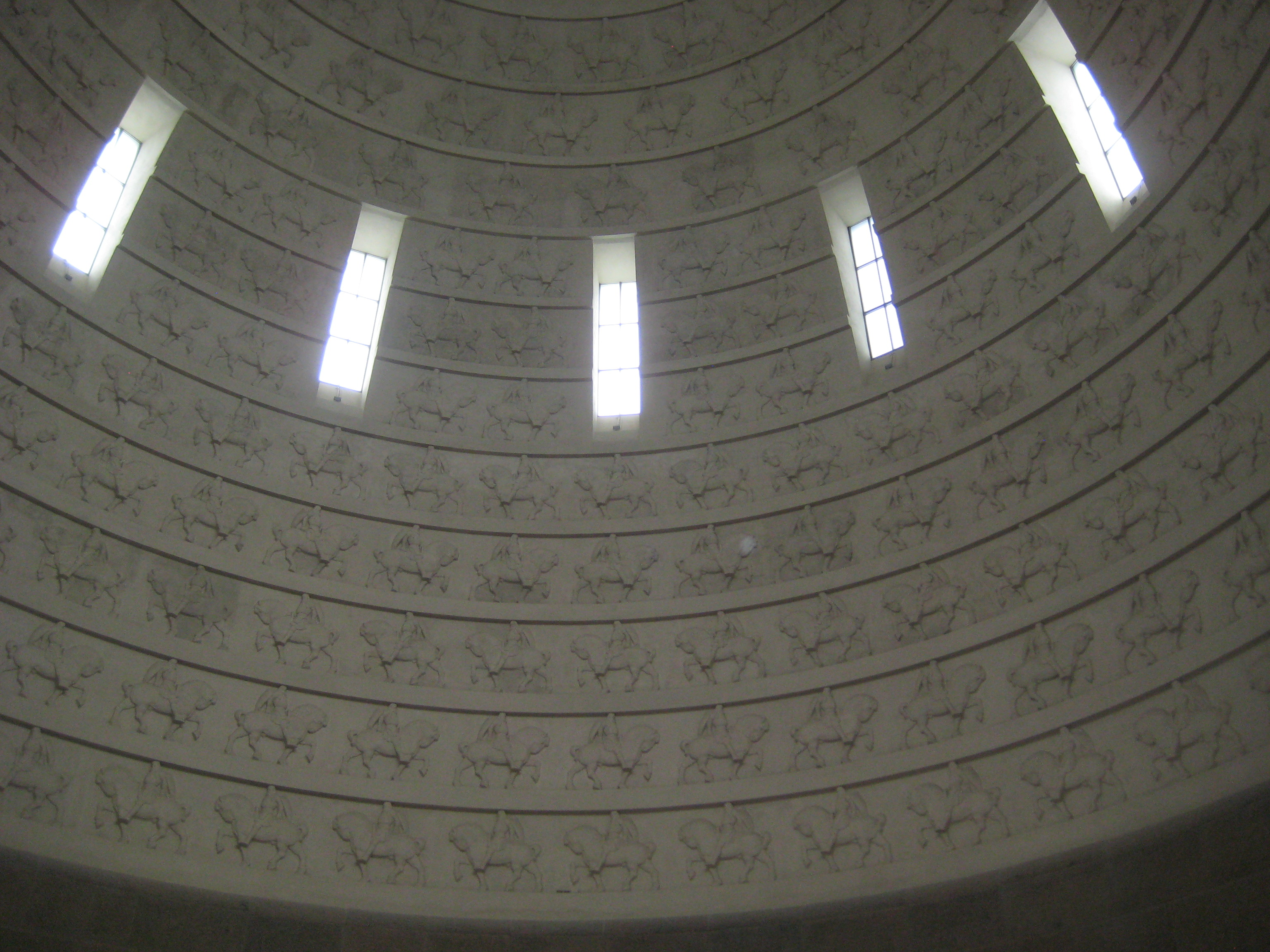
Интерьер Памятника битве народов.
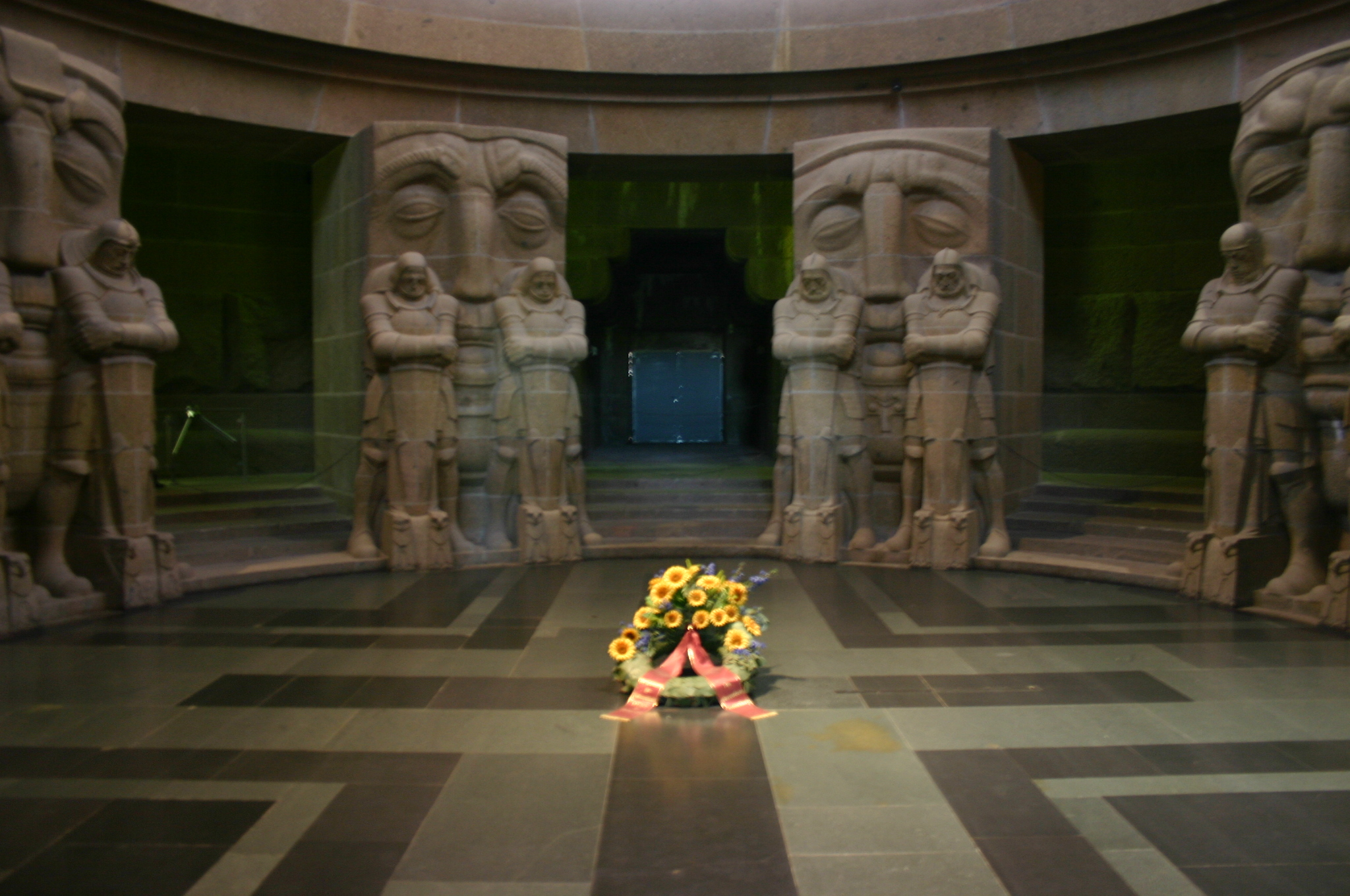
Интерьер Памятника битве народов.